# Cerkiew Świętych Apostołów Piotra i Pawła w Wolicy
Cerkiew Świętych Apostołów Piotra i Pawła w Wolicy – parafialna cerkiew greckokatolicka, wzniesiona w 1826 w miejscowości Wolica.
Od 1947 użytkowana jako rzymskokatolicki kościół filialny parafii Podwyższenia Krzyża Świętego w Bukowsku.

## Historia
Pierwsza cerkiew w Wolicy stała w górnej części wsi zwanej Wilci. W 1572 została przeniesiona do centrum wsi i przebudowana, na koszt Anastazji i Teodora Niemczanina. W 1820 zamknięto świątynię i nakazano wybudować nową. Nowa murowana cerkiew, istniejąca do dziś, powstała w 1826. Po deportacji ludności ukraińskiej w 1945, cerkiew została przejęta przez rzymskich katolików.
Po 1947 przerobiono kopuły cerkiewne na pseudogotyckie wieże.
Obok cerkwi znajduje się parawanowa dzwonnica z 1826.

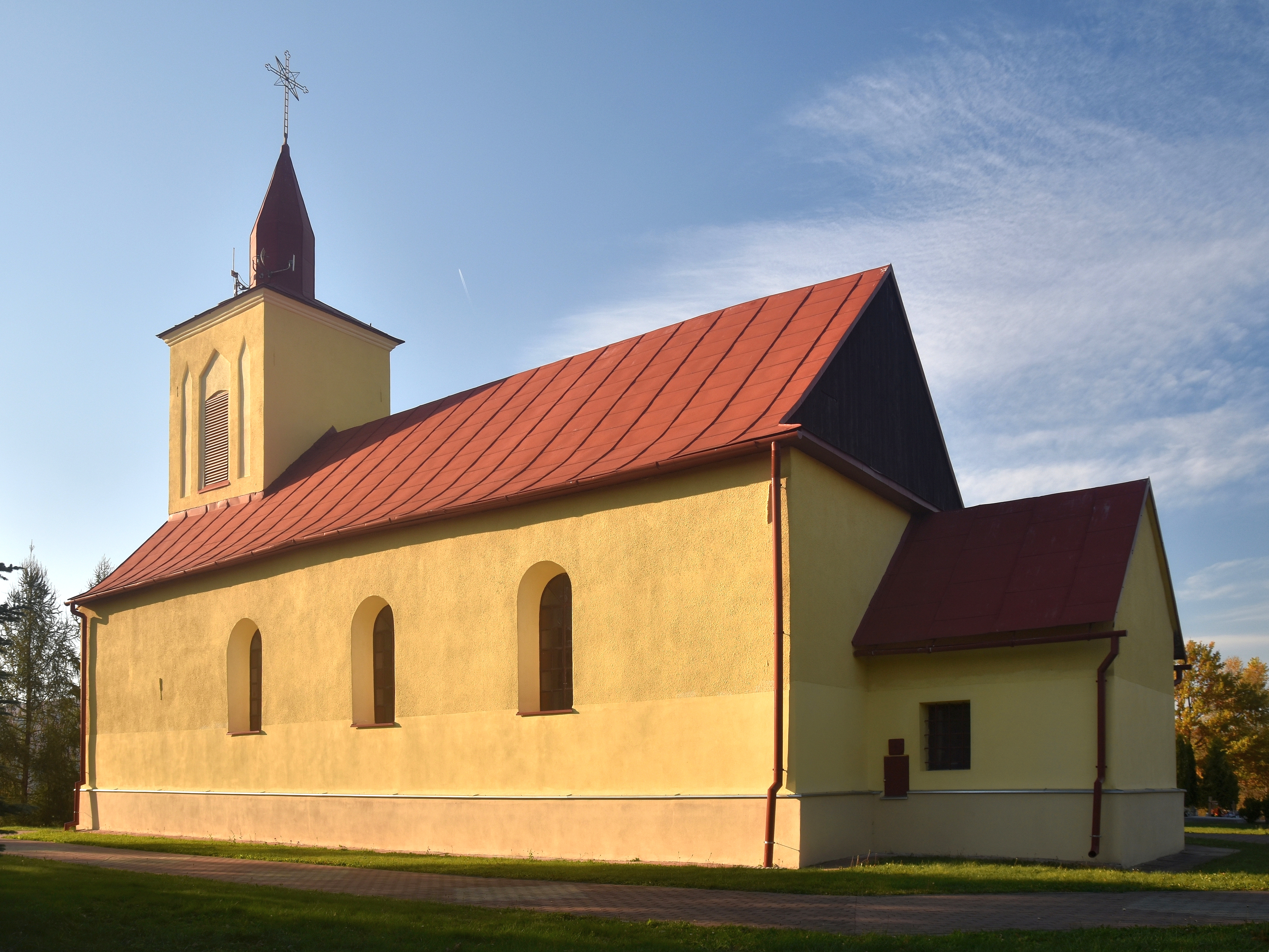
Widok od strony sanktuarium
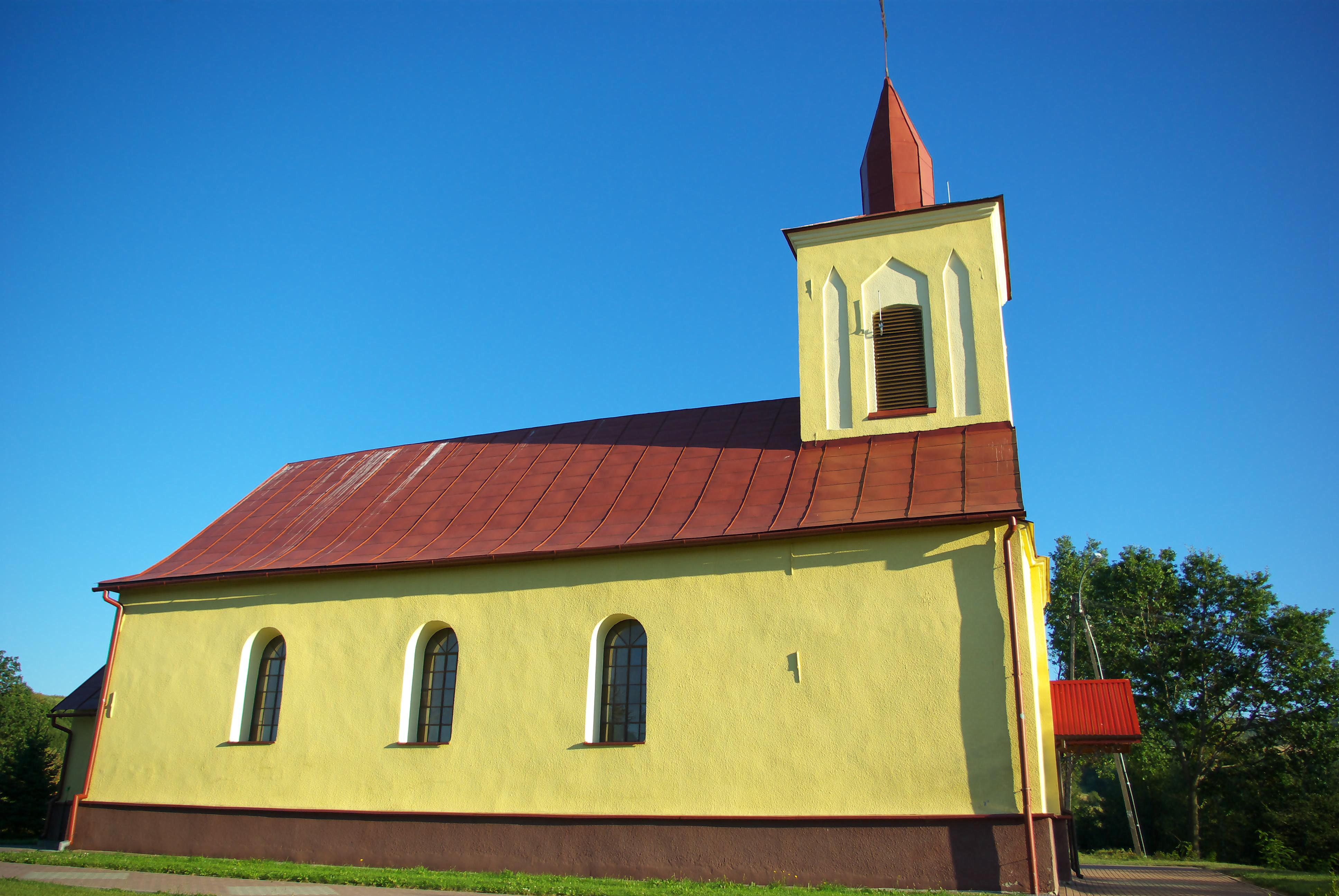
Elewacja boczna
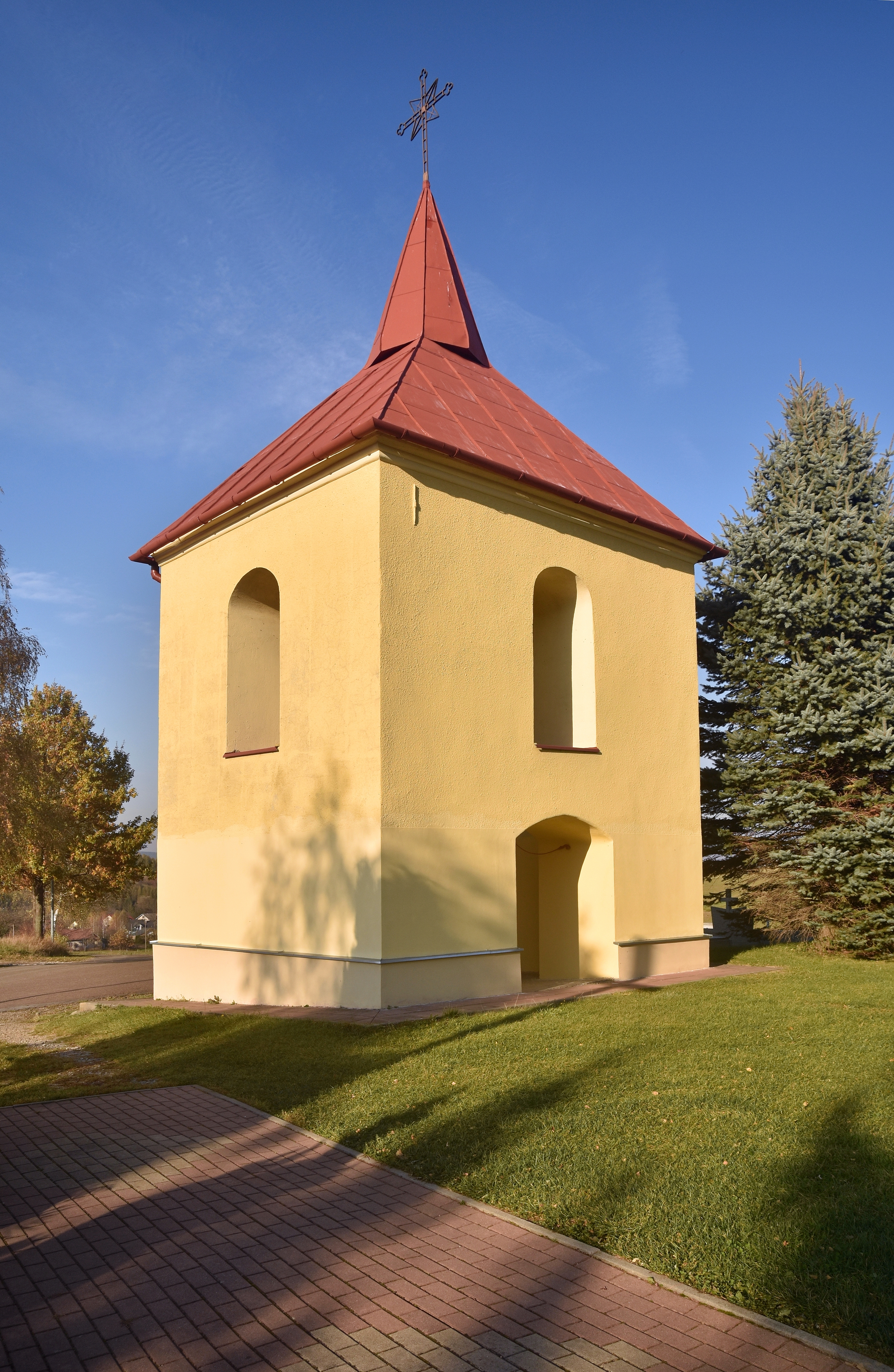
Dzwonnica